# Plaza de toros Alberto Balderas (Ciudad Juárez)
La Plaza de Toros Alberto Balderas también llamada Plaza de toros de Ciudad Juárez es una plaza de toros de primera categoría situada en Ciudad Juárez, en el estado de Chihuahua en México.

## Descripción
Inaugurada el 5 de mayo de 1957 con un aforo de 7.500 localidades. Tiene en su fachada un mural retratando Luis Castro El Soldado y en su interior un retrato de Antonio Balderas. Fue remodelada en 2007.

## Historia

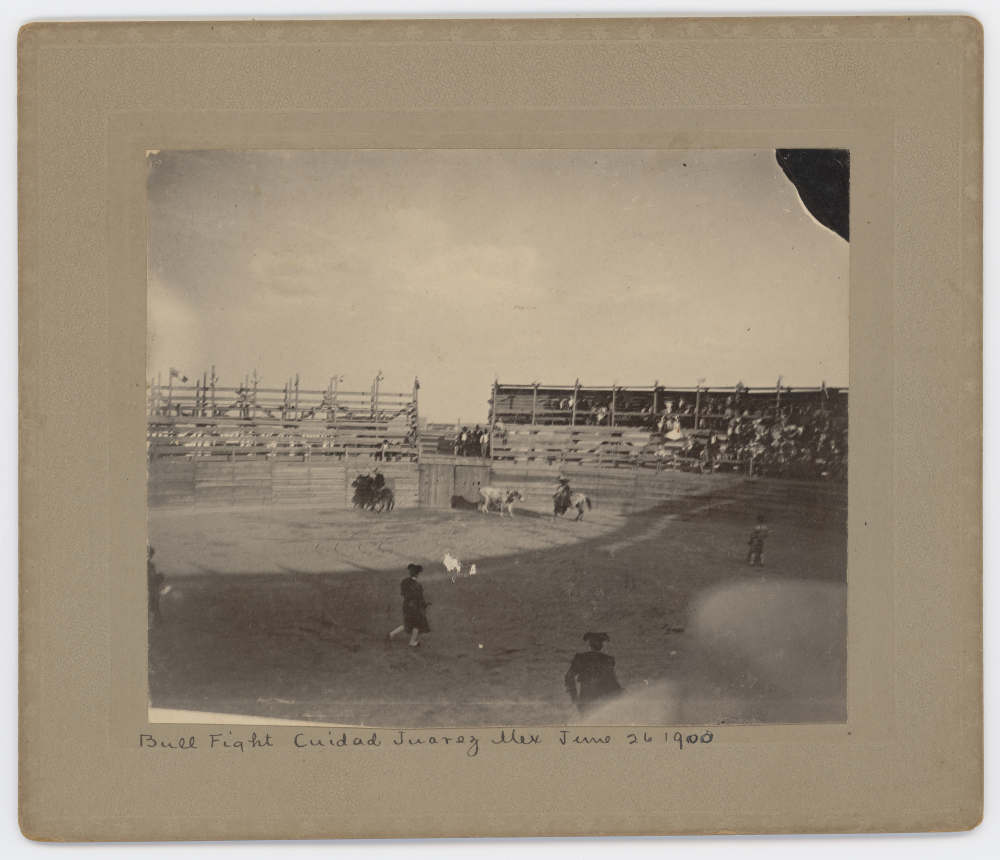
Corrida de toros en 1900 en la plaza de toros de madera demolida en 1903, situada en el actual mercado Cuauhtémoc.

Los orígenes de la tauromaquia en Ciudad Juárez se remontan a la celebración de corridas de toros en la plaza de madera que fue demolida en 1903 para construir el Mercado Luis Terrazas o Mercado Cuauhtémoc. Se edificó un recinto permanente funcional conocido como plaza de toros de los Hermanos Samaniego o “Pani”, que fue destruida a causa de un incendio y demolida .
La plaza de toros fue inaugurada el 5 de mayo de 1957, con corrida inaugural a cargo de Alfredo Leal, Manuel Capetillo y el huamantleco Fernando de los Reyes "El Callao", con toros de la ganadería La Punta. Fue mandada construir por el Mayor M.V.Z. Salvador López Hurtado, quien en 1960 construyó también la Monumental de Playas de Tijuana. En sus inicios cada domingo había festejos taurinos, pero en la actualidad estos se circunscriben a una temporada con cuatro o cinco corridas distribuidas en agosto, septiembre y noviembre. En 1970 cierra la plaza en favor de Plaza México. A principios de los 2000 el potentado empresario taurino Baillères, Espectáculos Taurinos de México, se hace con la gestión de la plaza. Ésta se reinauguró el 8 de abril de 2007, con cartel de Eulalio López “El Zotoluco”, Rafael Ortega de Tlaxcala y el aguascalentense Arturo Macías “El Cejas”. 
El nombre de la plaza se debe al diestro Alberto Balderas. Existen en México siete plazas de toros, además de ésta, en honor al torero: Chico (Veracruz); Moroleón, (Nuevo León), Lerdo (Durango); Maravatío y Jiquilpan (Michoacán) y la de Autlán de Navarro.